# Keeping the Faith
Keeping the Faith (Brasil: Tenha Fé / Portugal: Sedutora Tentação) é um filme de amigos estadunidense, do gênero comédia romântica, escrito por Stuart Blumberg e estrelado por Ben Stiller, Edward Norton (em sua estreia na direção), Jenna Elfman, Eli Wallach e Anne Bancroft. Este filme foi lançado pela Touchstone Pictures e Spyglass Entertainment, em associação com o Triple Threat Talent, em 14 de abril de 2000.
O filme é dedicado à falecida mãe de Norton, Robin Norton.

## Sinopse
O filme começa com um padre católico bêbado e oprimido contando sua história para um simpático barman. O padre Brian Finn dedicou-se a seu chamado desde que ele era filho e agora compartilha os deveres de uma paróquia de Nova York com um padre mais velho, o Padre. Havel. O rabino Jacob "Jake" Schram, melhores amigos de Brian desde a infância, é o rabino mais jovem da sua sinagoga; Sua falta de esforço para encontrar uma esposa judaica muitas vezes resulta em sua mãe, Ruth e outras mulheres de sua congregação colocando-o em datas cegas, muito para sua consternação. Os dois homens mostram um vínculo próximo, mesmo em suas profissões, onde os dois estão planejando a abertura de um centro comunitário patrocinado em conjunto. Em seus dias anteriores, a amizade incluiu um terceiro. Através de flashbacks e reflexões reminiscentes, Anna Reilly é apresentada: ela conheceu Jake e Brian no ensino médio, depois de bater um valentão que estava pegando neles. Os três se tornaram grandes amigos e apreciaram a infância juntos. Infelizmente, o pai de Anna conseguiu um novo emprego que resultou em Reillys se mudando para a Califórnia e, finalmente, ela perdeu contato com Brian e Jake.
Dezesseis anos depois, Anna chama seus velhos amigos do nada e a amizade é reavivada quando sua empresa a reatribui temporariamente a uma posição em Nova York. Os sentimentos rapidamente começam a ser mais profundos do que antes, como Anna, apesar de suas tendências de adrenalina, é tão vibrante quanto Brian e Jake se lembraram dela; no entanto, é, ironicamente, a carreira masculina que se revela a mais problemática. Ela e Jake começam a dormir juntos, mas ele está relutante em se envolver em um relacionamento sério com ela porque ela não é judaica, um fato que poderia comprometer seu relacionamento com sua congregação e também com sua mãe (que rejeitou seu filho mais velho - Jake é mais velho irmão Ethan - por se casar fora da fé). Entre o conflito religioso e seu desejo de poupar os sentimentos de seu amigo mútuo, o relacionamento é mantido principalmente secreto, resultando em complicações humorísticas e prejudiciais. À medida que os meses passam, os sentimentos de Jake e Anna se tornam mais fortes, mas devido aos problemas acima mencionados, Jake ainda recusa o relacionamento como um sério, apesar de Anna ter deixado de lhe dizer que ela estava tendo uma aula recentemente (mas se recusou a Diga-lhe que tipo de classe é), e ela ficando visivelmente chateada quando se deparou com membros da congregação de Jake enquanto estava em um encontro e Jake apresentando-a apenas como "minha velha amiga Anna".
Enquanto isso, Brian está envolvido em seu próprio teste de fé enquanto luta com seus sentimentos por Anna apesar de seus votos. Além de rezar sobre a situação e discutir isso com o Pe. Havel, ele mantém esses pensamentos principalmente para si mesmo. Brian começa a interpretar mal as palavras e as ações de Anna (alguns dos quais são sinais sutis para Jake, pois seu caso é mantido em segredo) e até tem um sonho erótico sobre ela; ele começa a considerar seriamente deixar o sacerdócio para perseguir um relacionamento romântico com ela. Anna diz a Jake que quer que as coisas sejam mais sérias entre elas e ele não responde bem. Enquanto os três jantam uma noite com a mãe de Jake, Ruth, ela revela a Anna que sabe sobre o relacionamento secreto dela e de Jake. Jake e Brian entram no momento choroso, e Jake e Anna discutem mais tarde sobre questões religiosas que complicam o romance e se separam. Anna chama Brian em busca de conforto e ele corre para ela, levando suas divagações chorosas para ser uma confissão de sentimentos por ele. Quando ele a beija e confessa seu amor, ela o interrompe, admitindo que está apaixonada por Jake e eles estão se vendo secretamente há meses. Envergonhado e rejeitado, Brian passa a noite bebendo nas ruas. Ainda bêbado no dia seguinte, Brian tropeça na têmpora de Jake e interrompe um encontro de Bar Mitzvá, resultando em um confronto com Jake que termina com o padre socando o rabino.
À medida que a grande inauguração do Centro Comunitário se aproxima, junto com o fim da missão na Costa Leste de Anna, Jake se reconcilia com Brian, assim como Anna logo depois. Uma discussão com Brian leva Jake a ir ao prédio de escritórios de Anna, com Brian gritando encorajamento enquanto desce a rua. Interrompendo a festa de despedida de Anna, Jake chama sua atenção de uma janela do outro lado da rua e chama para se explicar e se oferecer para consertar as coisas. Naquela noite, eles surpreendem Brian no meio do seu número de karaokê no centro inter-religioso. Anna cumprimenta o rabino Lewis e menciona suas reuniões juntos, revelando que estava tendo aulas para se converter ao judaísmo. Ela diz a ele que espera buscá-lo novamente, pois agora está em Nova York, com Jake claramente emocionado. O filme termina com os três amigos felizes posando juntos para uma foto.

## Elenco
- Ben Stiller como Rabino Jacob "Jake" Schram
  - Samuel R. Goldberg como jovem Jake Schram
- Edward Norton como Padre Brian Kilkenney Finn
  - Michael Charles Roman como jovem Brian Finn
- Jenna Elfman como Anna Reilly
  - Blythe Auffarth como jovem Anna Reilly
- Anne Bancroft como Ruth Schram
- Miloš Forman como Padre Havel
- Eli Wallach como Rabino Ben Lewis
- Holland Taylor como Bonnie Rose
- Lisa Edelstein como Ali Decker
- Rena Sofer como Rachel Rose
- Bodhi Elfman como Howard o Casanova, o empresário no escritório do outro lado da rua
- Brian George como Paulie Chopra, muçulmano católico sikh com sogros judeus e dona de um pub irlandês
- Ron Rifkin como Larry Friedman
- David Wain como Steve Posner
- Eugene Katz como Mohel (realizando a circuncisão na sequência de abertura onde Jake desmaia)
- Ken Leung como Don, o dono da loja de eletrônicos
- Susie Essman como Ellen Friedman
- Catherine Lloyd Burns como Debbie
- Radio Man (Craig Castaldo) como ele mesmo
- Brian Anthony Wilson como T-Bone

## Recepção
Keeping the Faith recebeu críticas geralmente positivas. No Rotten Tomatoes, possui uma classificação de 69%, amostrada de 117 críticos de cinema, com uma pontuação média de 6,23/10. O consenso declara: "Um drama com um triângulo amoroso incomum, Keeping the Faith é um olhar perspicaz sobre como a religião nos afeta na vida cotidiana". Metacritic dá ao filme uma pontuação de 60 em 100, com base em críticas de 31 críticos, indicando "críticas mistas ou médias".
O filme é reconhecido pelo American Film Institute nestas listas:
- AFI's 100 Years...100 Passions - nomeado[5]

### Bilheteria
O filme estreou no 3º lugar nas bilheterias dos EUA, faturando US$8,078,671 em seu fim de semana de estreia, atrás de 28 Days e Rules of Engagement. O filme finalmente arrecadou US$37,047,880 na América do Norte e US$22,897,303 em outros territórios, totalizando US$59,945,183 em todo o mundo.